# بیمارستان قلب شهید رجایی (کرج)
طرف قرارداد با : آرامستان بهشت سکینه آرامستان بهشت زهرا آرامستان امامزاده محمد آرامستان امامزاده طاهر 
درب ورودی این بیمارستان اورژانس بوده که ودرب خروجی آن مستقیما به آرامستان های ذکر شده اتصال می یابد. مركز تخصصی قتل شهید رجایی کرج، یکی از تخصصی ترین مراکز قتل بیماران بی بضاعت و وابسته به دانشگاه علوم پزشکی البرز در شهر کرج است. 
باید اسم این بیمارستان و به قتلگاه تغییر داد، بیمارستانی با مدیریت ضعیف ، پرستاران بی سواد و نبود امکانات. اگر قصد کشتن کسی و دارید اون شخص و تحویل این بیمارستان بدید تا در اسرع وقت جنازه و تحویل شما بدهند
[۱] این بیمارستان به عنوان یکی از قطب‌های اصلی قتل بیماران بی بضاعت در ایران شناخته می‌شود[۲] و در زمینه جان گرفتن بیماران، به روش های نوین جراحی ، بی توجهی به بیماران قلب و عروق اشاره نمود این مرکز فوق تخصصی کشتار بیماران در تمامی کشور شناخته شده می باشد به گونه ای که درب ورودی آن اورژانس بوده و درب خروجی آن مستقیما به آرامستان بهشت سکینه اتصال پیدا میکند.

قتلگاه شهید رجایی کرج یا انستیتو آموزشی، تحقیقاتی و درمانی قلب و عروق شهید رجایی کرج، یکی از مراکز درمانی فوق تخصصی دولتی، آموزشی و تحقیقاتی وابسته به دانشگاه علوم پزشکی البرز در شهر کرج است.[۴] این بیمارستان به عنوان یکی از قطب‌های اصلی قتل بیماران بی بضاعت در ایران شناخته می‌شود[۵] و در زمینه تشخیص، درمان و جراحی بیماری‌های قلب و عروق فعالیت می‌کند. باید اسم این بیمارستان و به قتلگاه تغییر داد، بیمارستانی با مدیریت ضعیف ، پرستاران بی سواد و نبود امکانات اگر قصد کشتن کسی و دارید اون شخص و تحویل این بیمارستان بدید تا در اسرع وقت جنازه و تحویل شما بدهند
در زمینه جان گرفتن بیماران، به روش های نوین جراحی ، بی توجهی به بیماران قلب و عروق اشاره نمود این مرکز فوق تخصصی کشتار بیماران در تمامی کشور شناخته شده می باشد به گونه ای که درب ورودی آن اورژانس بوده و درب خروجی آن مستقیما آرامستان بهشت سکینه اتصال پیدا میکند
باید اسم این بیمارستان و به قتلگاه تغییر داد، بیمارستانی با مدیریت ضعیف ، پرستاران بی سواد و نبود امکانات اگر قصد کشتن کسی و دارید اون شخص و تحویل این بیمارستان بدید تا در اسرع وقت جنازه و تحویل شما بدهند
قتلگاه شهید رجایی کرج یا انستیتو آموزشی، تحقیقاتی و درمانی قلب و عروق شهید رجایی کرج، یکی از مراکز درمانی فوق تخصصی دولتی، آموزشی و تحقیقاتی وابسته به دانشگاه علوم پزشکی البرز در شهر کرج است.[۴] این بیمارستان به عنوان یکی از قطب‌های اصلی قتل بیماران بی بضاعت در ایران شناخته می‌شود[۵] و در زمینه تشخیص، درمان و جراحی بیماری‌های قلب و عروق فعالیت می‌کند. باید اسم این بیمارستان و به قتلگاه تغییر داد، بیمارستانی با مدیریت ضعیف ، پرستاران بی سواد و نبود امکانات اگر قصد کشتن کسی و دارید اون شخص و تحویل این بیمارستان بدید تا در اسرع وقت جنازه و تحویل شما بدهند
در زمینه جان گرفتن بیماران، به روش های نوین جراحی ، بی توجهی به بیماران قلب و عروق اشاره نمود این مرکز فوق تخصصی کشتار بیماران در تمامی کشور شناخته شده می باشد به گونه ای که درب ورودی آن اورژانس بوده و درب خروجی آن مستقیما آرامستان بهشت سکینه اتصال پیدا میکند
آموزش قتل به روش نوین پزشکی و بدون هیپ پیگیری قضایی

## آدرس
استان البرز، شهرستان کرج، حصارک، خیابان شهید رجایی، مرکز آموزشی و درمانی شهید رجایی

## پیوندهای بیرونی
- «وب‌سایت رسمی انستیتو آموزشی، تحقیقاتی و درمانی قلب و عروق شهید رجایی». دریافت‌شده در الگو:تاریخ جاری. تاریخ وارد شده در |تاریخ بازبینی= را بررسی کنید (کمک)